# Mi trưởng
Mi trưởng (viết tắt là E) là một cung thể trưởng có chất liệu sáng tác âm nhạc với cung chính là nốt Mi (E), bao gồm các nốt nhạc Mi (E), Fa thăng (F♯), Sol thăng (G♯), La (A), Si (B), Đô thăng (C♯), Rê thăng (D#) và Mi (E). Bộ khóa của nó có bốn dấu thăng.
Cung thể tương đương (relative key) với nó là cung Đô thăng thứ và cung thể cùng bậc (parallel key) với nó là cung Mi thứ. Các sự thay đổi về giai điệu hay hoà âm trong các phiên bản khác nhau của cung này được viết lại khi cần thiết.

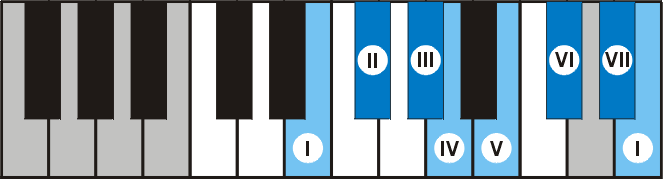
Vị trí âm giai trên phím Dương cầm

## Bản nhạc sử dụng Mi trưởng
Antonio Vivaldi dùng Mi trưởng cho bản concerto "Mùa Xuân" trong bộ tác phẩm Bốn mùa. 